# Roman Białek (1891–1940)
Roman Białek (ur. 21 stycznia 1891 w Żywcu, zm. wiosną 1940 w Katyniu) – polski lekarz internista, kapitan rezerwy służby sanitarnej Wojska Polskiego, ofiara zbrodni katyńskiej.

## Życiorys
Urodził się w rodzinie Tymoteusza i Marii z Bielewiczów. Absolwent Wyższego Gimnazjum w Wadowicach oraz Wydziału Lekarskiego Uniwersytetu Jagiellońskiego. W 1916 uzyskał dyplom doktora wszech nauk medycznych. Jeszcze jako student uczestniczył w I wojnie światowej jako członek wojskowych służb sanitarnych armii austriackiej. W czasie walk na froncie wschodnim został wzięty do niewoli przez Rosjan. Od 1918 w Wojsku Polskim. Uczestnik wojny 1920 r. w stopniu porucznika. W latach 1918–1922 lekarz 2 pułku strzelców podhalańskich w Bochni, ordynator szpitala wojskowego w Bielsku-Białej, komendant szpitala polowego nr 604 i 605. Od 1922 w rezerwie z przydziałem mobilizacyjnym do 5 Szpitala Okręgowego.
W okresie międzywojennym pracował jako lekarz internista w Buczkowicach k. Szczyrku. Był prezesem, a następnie honorowym prezesem (1927) "Sokoła" w Buczkowicach.
W czasie kampanii wrześniowej 1939 w 5 szpitalu okręgowym, po agresji ZSRR na Polskę, w nieznanych okolicznościach wzięty do niewoli sowieckiej. Osadzono go w obozie jenieckim w Kozielsku. Wiosną 1940 został zamordowany przez funkcjonariuszy NKWD w lesie katyńskim i tam pogrzebany w bezimiennej mogile zbiorowej, gdzie od 28 lipca 2000 mieści się oficjalnie Polski Cmentarz Wojenny w Katyniu. W miejscu tym prowadzone były ekshumacje i prace archeologiczne. W 1943 jego ciało zostało zidentyfikowane w toku ekshumacji prowadzonych przez Niemców pod numerem 1337, a przy zwłokach znaleziono kartę mobilizacyjną, 2 listy oraz pocztówki. Figuruje na liście wywózkowej 022/3 z 9 kwietnia 1940. 
Mieszkał w Buczkowicach. Był żonaty z Marią z Niklewiczów, miał córki Ewę i Aleksandrę.

## Upamiętnienie
5 października 2007 minister obrony narodowej Aleksander Szczygło mianował go pośmiertnie na stopień majora. Awans został ogłoszony 9 listopada 2007 w Warszawie, w trakcie uroczystości „Katyń Pamiętamy – Uczcijmy Pamięć Bohaterów”.
Jego nazwisko widnieje na pomniku ofiar wojny wzniesionym w Buczkowicach w roku 1947, lecz wskazano tam, że zginął on z rąk Niemców (Błąd ten został naprawiony w czasie kolejnych modernizacji pomnika ofiar wojny. Nazwisko dra Romana Białka zostało wyodrębnione na pomniku ze wskazaniem miejsca śmierci. Działania te wykonane zostały przez Towarzystwo Społeczno-Kulturalne „Zagroda”).
W Buczkowicach przy ulicy jego imienia, przymocowano płaskorzeźbę przedstawiającą jego wizerunek, na elewacji domu, którego był właścicielem.
12 kwietnia 2012 odsłonięto tablicę – m.in. z jego nazwiskiem – na obelisku umieszczonym przy ul. Ofiar Katynia w Bochni.
Jest jednym z 305 lekarzy pochowanych na Polskim Cmentarzu Wojennym w Katyniu i upamiętnia go tabliczka epitafijna nr 176. 